# 建築意匠研究室
建築意匠研究室（けんちくいしょうけんきゅうしつ）とは、建築の意匠について研究する大学建築学科にある研究室の一覧。

## 設置している主な大学
- 近畿大学工学部建築学科建築意匠研究室
- 大阪工業大学工学部建築学科建築史意匠研究室
- 東京電機大学理工学部建築意匠研究室 (岩城研究室／IWKL)
- 新潟大学工学部建設学科建築意匠研究室
- 北海道大学工学部建築史意匠研究室
- 愛知工業大学工学部建築学科歴史意匠研究室
- 名古屋工業大学工学部建築学科歴史意匠研究室
- 明治大学理工学部建築学科建築意匠研究室
- 関西大学工学部建築学科意匠研究室
- 国士舘大学工学部 南泰裕研究室 (建築意匠研究室）
- 近畿大学理工学部建築学科建築史意匠研究室
- 法政大学デザイン工学部建築学科歴史・意匠研究室
- 名城大学理工学部建築学科建築史・意匠研究室
- 千葉大学工学部デザイン学科建築系設計・意匠研究室
- 横浜国立大学工学部建築学教室 建築意匠研究室 横浜国立大学大学院建築学設計意匠研究室
- 横浜国立大学工学部大学院歴史意匠研究室
- 鹿児島大学工学部建築学科 都市計画・歴史意匠研究室
- 名古屋工業大学工学部社会開発工学科. 歴史意匠研究室
- 小山工業高等専門学校専攻科建築学コース建築計画・意匠研究室
- 岐阜女子短期大学 歴史・意匠研究室
- 近畿大学(広島)工学部建築学科歴史・意匠研究室（通称七研）
- 東海大学産業工学部建築学科建築歴史意匠研究室
- 日本文理大学建築論・歴史・意匠研究室（島岡西村研）
- 東京大学工学部建築学科(建築意匠研究室)
- 東京工芸大学工学部建築学科建築意匠研究室
- 東京理科大学理工学部建築学科 （建築史・意匠研究室）
- 早稲田大学大学院理工学研究科（建築歴史意匠研究室）
- 近畿大学理工学部建築史・意匠研究室
- 岐阜工業高等専門学校建築学科・歴史意匠研究室